# T-55TK

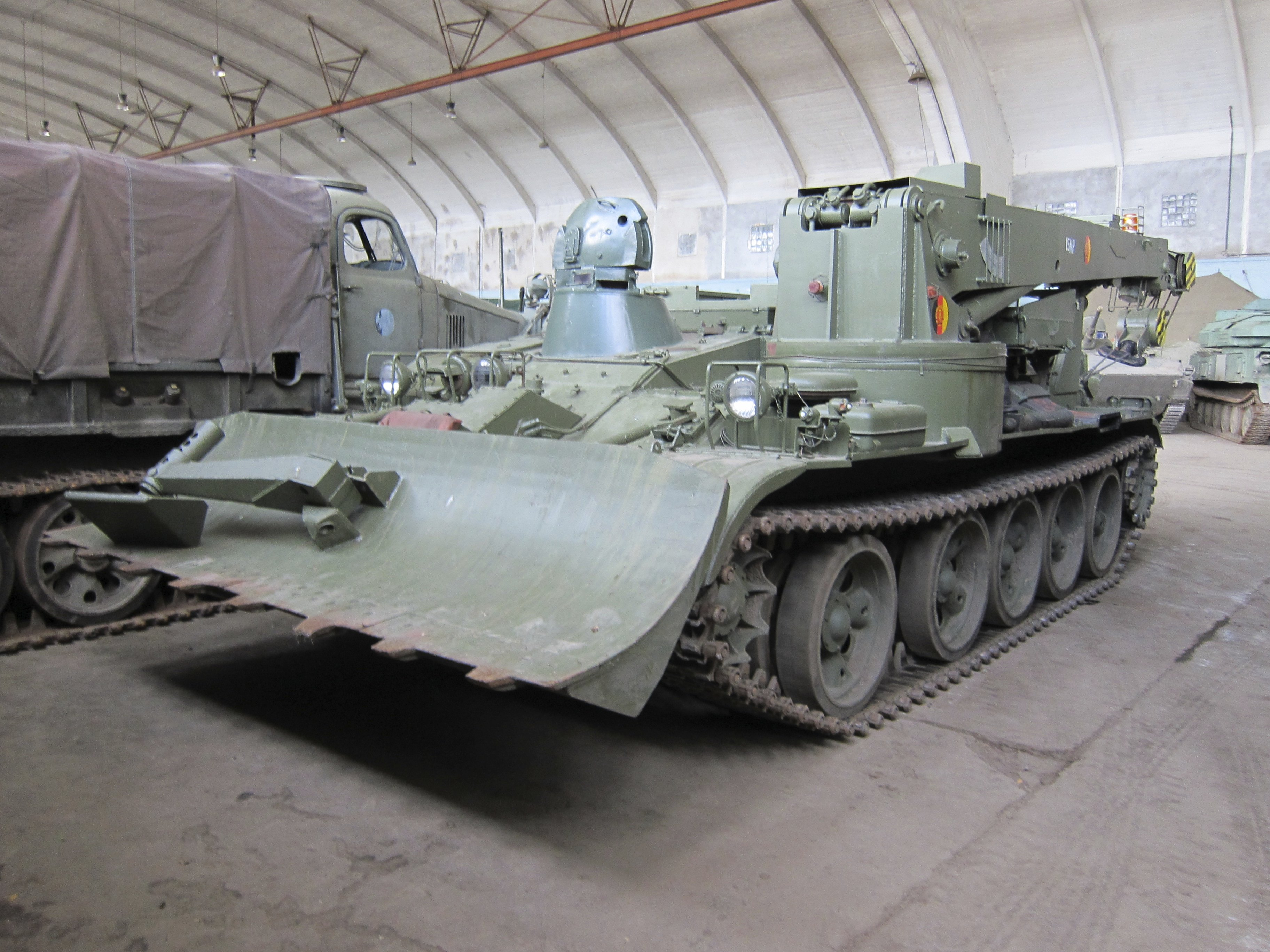
Frontansicht mit Räumschild

Der T-55TK war ein Kran- und Bergepanzer der NVA der DDR (auch Panzerzugmaschine oder Schlepper genannt), der auf dem Fahrgestell des sowjetischen Panzers T-55 basierte und eine Weiterentwicklung des tschechoslowakischen Bergepanzers T-55T darstellte.

## Technik
Die Wanne, Motor und Antriebstechnik, Laufwerk, elektrische Anlage, Funk- und Beobachtungsausrüstung und die ABC-Schutzausstattung waren identische Übernahmen vom T-55.
Ebenso wie der T-55 war der Bergepanzer T-55TK mit GMG-Gleisketten ausgerüstet. Er führte einen Bergesatz mit, der aus Stahlseilen und Stahltrossen unterschiedlicher Länge und entsprechenden Schäkeln bestand. Seine elektrische Hauptseilwinde hatte eine Zugkraft von 25 bzw. 30 Mp (≈ 250 bzw. 300 kN), erlaubte die Verwendung von mehreren Umlenkrollen und hatte eine Seillänge von 200 m zur Verfügung.
Am Heck des Fahrzeuges befand sich ein Erdsporn zum Verankern des T-55TK bei Einsatz der Hauptseilwinde. Weiterhin gab es einen Transportkasten, in dem z. B. Panzerersatzteile oder Ausrüstung bis zu einem Gewicht von 1,5 Tonnen mitgeführt werden konnten. Eine Autogen-Schweißausrüstung sowie Werkzeuge und Vorrichtungen für Reparatur- und Montagearbeiten an Panzertechnik vervollständigten die Ausrüstung. Am Bug des Fahrzeugs befand sich ein absenkbares Planier- und Schiebeschild sowie als Aufbau ein hydraulischer Kran mit einer Hubleistung von maximal 20 t. Bei Kranbetrieb mit Hebelasten über 7 t mussten zur Stabilisierung Fahrwerkstützen montiert und das Schiebeschild abgesenkt werden. Am Fahrzeugheck waren neben 2 starken Abschlepphaken noch eine extra Abschleppkupplung vorhanden.
Die Besatzung des T-55TK bestand in der Regel aus zwei Mann, Kommandant (zugleich Kranführer) und Fahrer, konnte aber bei Bedarf um einen spezialisierten Mechaniker erweitert werden. Die Bewaffnung bestand aus einem 7,62-mm-Maschinengewehr PKT zur Bekämpfung von Luft- und Bodenzielen sowie der persönlichen Bewaffnung der Besatzung, je einer Pistole Makarow.